# Roridomyces phyllostachydis
Roridomyces phyllostachydis — вид біолюмінесцентних базидіомікотових грибів родини міценових (Mycenaceae). Описаний у 2020 році.

## Поширення
Ендемік Індії. Поширений в округах Східні Пагорби Кхасі та Західні Пагорби Джайнтія у штаті Мегхалая на сході країни. Росте у бамбукових гаях.

## Опис
Росте на корінні бамбука. Вночі ніжка гриба світиться зеленим кольором.